# Szillif
Szillif – wieś w Syrii, w muhafazie Latakia. W 2004 roku liczyła 492 mieszkańców.